# Maels Rodríguez
Maels Rodríguez, född den 15 oktober 1979, är en kubansk basebollspelare (pitcher) som tog silver för Kuba vid olympiska sommarspelen 2000 i Sydney. 2000 var första gången Kuba inte tog guld i baseboll vid olympiska sommarspelen.